# Кружков Ілля Маркович
Ілля́ Ма́ркович Кружко́в (1909—1974) — український живописець і графік; заслужений діяч мистецтв УРСР (1969).

## Життєпис
Народився 1909 року в місті Умань.
1934 року закінчив Харківський художній інститут (викладачі Б. Косарєв, Д. Овчаренко, О. Хвостенко-Хвостов).
Учасник Другої світової війни; вдостоєний урядових нагород СРСР.
1950 року закінчив Київський художній інститут (викладачі С. Григор'єв, К. Єлева, Ф. Кричевський). Проживав в Києві; провулок Івана Мар'яненка.
Автор політичних плакатів та кіноплакатів. Створював український киноплакат з 1963 по 1973 у видавництві «Укррекламфільм», там же працював редактором.
Учасник республіканських і всесоюзних мистецьких виставок — від 1937 року.всесоюзних з 1950, зарубіжних з 1951. Плакати створював однокадрові, прості за сюжетом і композицією. Малюнки площинні, стримані за кольорами та із чіткими силуетами.
Окремі роботи зберігаються в НХМ, музеях Ужгорода та Львова.
Живопис — * «Старий» (1940),
- «Літній день» (1940),
- «Молотьба» (1940),
- «Весна» (1974);
- серія фронтових малюнків (1943—1945);
- плакати — «Вперед, хоробрі нащадки Богдана! (І вражою злою кров'ю волю окропіте)» (1943),
- «На Захід путь! Настав розплати час! Для ворога нема пощади в нас!» (1944),
- «Татусю, врятуй!» (1945),
- «Матері світу! Будьте в авангарді боротьби за мир! Борітеся проти паліїв війни!» (1950),
- «Пишаюся тобою, батьку!» (1965),
- плакат-афіша до кінофільму «Бур'ян» (1966)
- «Герой Радянського Союзу Зоя Космодем'янська» (1966);
- кіноплакат «Анничка» (1969).

Батько Зої Кружкової.
Помер 1974 року в Києві.